# آکیرا واتانابه (کارگردان هنری)
آکیرا واتانابه (انگلیسی: Akira Watanabe؛ ۱۳ مه ۱۹۰۸ – ۱۹۹۹) کارگردان هنری، کارگردان جلوه‌های ویژه اهل ژاپن بود.